# Borojoa duckei
Borojoa duckei är en måreväxtart som beskrevs av Julian Alfred Steyermark. Borojoa duckei ingår i släktet Borojoa och familjen måreväxter. Inga underarter finns listade i Catalogue of Life.